# مئذنة باب السلسلة
مئذنة باب السلسلة هي إحدى مآذن المسجد الأقصى المبارك الأربع، وتقع فوق الرواق الغربي للمسجد وتميل قليلاً نحو الشمال من موقع باب السلسلة، وتعُرف ايضاً بمنارة المحكمة وذلك لقربها من مبنى المحكمة الشرعية. تشرف المئذنة على حائط البراق المحتل والذي أطلق عليه الاحتلال اسم حائط المبكى منذ عام 1967.

## التاريخ والعمارة
بُنيت المئذنة في عهد المماليك سنة 730ه-1329م ، بأمر من الأمير سيف الدين تنكز الناصري في عهد السلطان المملوكي الناصر محمد بن قلاوون. تعرضت المئذنة لأضرار نتيجة زلزال ضرب المنطقة عام 1341هـ- 1922م، فأعاد المجلس الإسلامي الأعلى بناءها، وخضعت لعملية ترميم قبل بضعة أعوام على يد لجنة إعمار المسجد الأقصى المبارك. يبلغ ارتفاعها حوالي 35 متراً ويُصعد إليها عبر نحو 80 درجة من داخل المدرسة الأشرفية المجاورة.

## الأهمية
كانت مئذنة باب السلسلة المئذنة الوحيدة من بين مآذن الأقصى الأربعة التي ظل المؤذنون يرفعون منها الأذان يوميا إلى أن بدأ استخدام مكبرات الصوت الموجودة في غرفة المؤذنين المقابلة للباب فوق صحن قبة الصخرة.